# Kriecheffekt (Luftkrieg)
Als Kriecheffekt englisch creepback wird bezeichnet, wenn Bombenabwürfe und -einschläge der Hauptmacht des Bomberstroms nicht möglichst nah und kreisförmig verteilt um ein von der Pathfinder Force markiertes Gebiet erfolgen, sondern scheinbar davon weg auf die Anflugrichtung zurückkrochen. Die Bezeichnung geht zurück auf britische Militärplaner des RAF Bomber Command. 
Beim Anflug hatte der Pilot den Befehl strikt auf genau gleicher Höhe geradeaus zu fliegen, während Scheinwerferkegel drohten, seine Maschine zu erfassen und ringsum Flugabwehrgranaten explodierten. Der Zielanflug war damit eine gefährliche und fürchterliche Zeitspanne. Die Bombenschützen hatten den Befehl den Mittelpunkt der Zielmarkierung zu bombardieren, was eine Frage von Sekunden oder Bruchteilen einer Sekunde war. Die Versuchung vorschnell auszuklinken führte dann zu diesem Kriecheffekt. Begünstigt wurde dieser auch durch die sich während des Angriffs durch Rauch- und Staubentwicklung weiter verschlechternde Sicht und dass die Zielmarkierungen ständig erneuert werden mussten, da sie zu Boden schwebten und erloschen bzw. in Staub und Rauchwolken verschwanden. Die nachfolgenden Zielmarkierer (Pfadfinder) neigten dann ebenfalls dazu ihre Markierungserneuerungen frühzeitig zu setzen.
Man fand keine Möglichkeit diesen Effekt zu verhindern, sondern er wurde in den Angriffsplan einbezogen. Als Zielpunkt wurde ein möglichst leicht bei Nacht erkennbarer Punkt gewählt, der am äußeren Rand des anzugreifenden Gebietes lag. Durch das Zurückkriechen würde dann das zu zerstörende Gebiet getroffen. Für die Menschen am Boden entstand so der Eindruck eines Bombenteppichs.